# Бартка

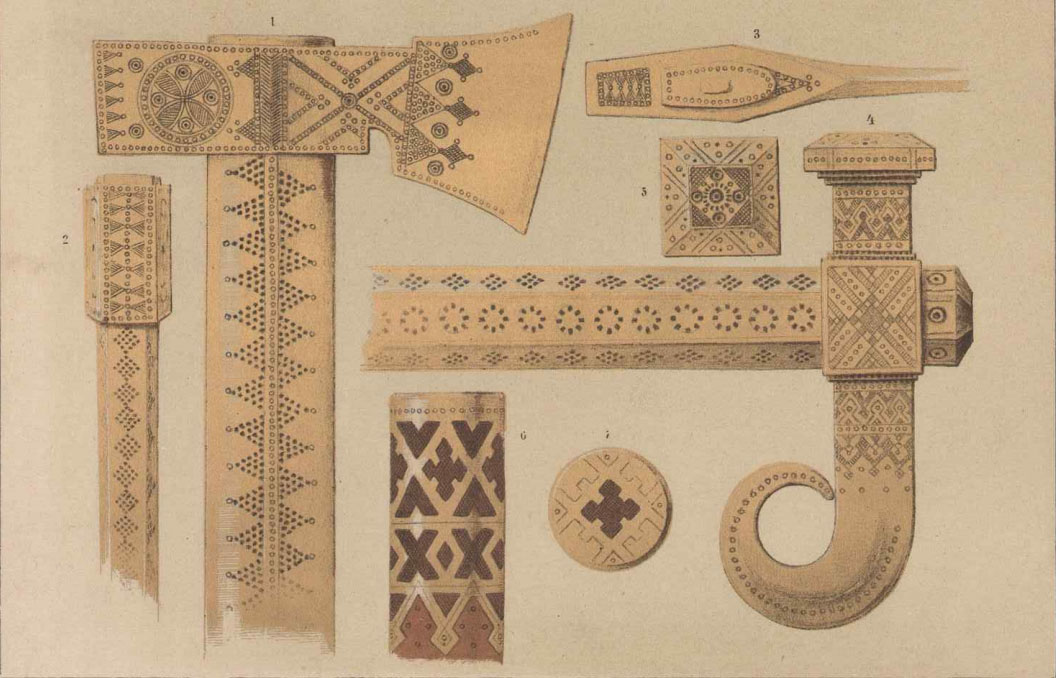
1-3 — мосяжна бартка, малюнок С. Обста

Ба́ртка, топіре́ць (чеськ. і словац. valaška, угор. fokos, пол. ciupaga, rabanica, uobuszek, cekanka, рум. baltag) — гостра вузьконоса сокира з маленьким тупим обухом (молоточком), обладнана довгим держаком. Поширена серед мешканців Карпатських гір: українців (гуцулів, бойків, лемків),поляків (гуралі), румунів. Довжина такого інструмента складає від 35 до 150 сантиметрів залежно від необхідності для використання.

## Етимологія
Слово бартка є запозиченням зі східнороманських або угорської мов (рум. bárdă, угор. bard), звідки також барда («рід теслярської сокири в гуцулів»), бердинка («сокирка»), бардаш («велика сокира»), бердиш, пол. barta. До румунської і угорської співзвучні слова потрапили з германських мов, а давн.в-нім. barta, дав.-н.-нім. barda можуть бути пов'язані з давн.в-нім. bart («борода», звідки й сучасне нім. Bart): через порівняння леза сокири з бородою. Схоже походження має і слово алебарда.
Слово топірець, зменшене від топір, може мати як іранське, так і питомо слов'янське походження.

## Походження
Бартки виникли водночас із заселенням карпатських схилів: високофункціональне поєднання ціпка, сокири і молотка було породжене потребами специфіки проживання в гірських районах. Її витоки визначають походження не тільки від деяких видів ручної зброї, а й через функціональні потреби мешканців гір: по-перше, ходити гірськими схилами без ціпка досить-таки не зручно; по-друге, була потрібна невелика сокирка, що могла бути корисною як у гірських лісових нетрях, так і при зустрічі з хижаками, а то й розбійниками. Так був винайдений інструмент, що поєднував ціпок з сокирою.
З прадавніх часів життя горянина супроводжувала холодна зброя. Без неї просто неможливо було вижити у лісі. У кельтів сокира виконувала роль бойових срібних молотків, що мали з однієї сторони тупий обушок, а з іншого боку — гострий видовжений носок. Окрім цього, у кельтів вона була ще й ритуальною — її застосовували при обрядах, священних ініціаціях, посвяченнях. Можливо, саме в цьому і захована причина переносу функцій ціпка, жердини на цю зброю з довгим руків'ям — бартки цілком перейняли усі функції келепа та ціпка, у тому числі і ритуальні. Напевно гуцульські бартки мали еволюцію саме від легкого бойового топірця — келепа, чекана, клевця як різновидів бойових сталевих молотків, що мали з однієї сторони тупий обушок, а з іншого боку обуха — гострий видовжений носок. Деякі вчені вважають, що саме використання бойових сокир-кельтів і дало назву галльським племенам (коло, колоти, колти, кельти).
За цією версією після міграції кельтів з Карпат, їхні сокири не тільки залишилися у вжитку автохтонного населення, але й знайшли розвиток у гуцулів.  Так з'явилась бартка. Використовувалася як холодна зброя опришками, як інструмент самозахисту під час прогулянок містом, бійок в корчмах, полюваннях; а також як ціпок і мачете під час мандрів по гірських хащах і схилах.
Всі русини, від Карпат до степу, завжди мали сокири. Про це можна дізнатися з судових книг часів Великого Князівства Литовського, коли пограбовані, де б вони не були під час пограбування (на полі, на дорозі, вдома) жаляться на те, що в них відібрали сокири. Сокира та ніж головний універсальний інструмент простого люду тих часів. Особливо на лісовій гірській Гуцульщині. Сокиру можна було використовувати і як ключку-тростину. В 16-17 ст. гуцули могли взяти приклад з панівного класу з їх келепами та чеканами, з якими ті ходили, як з тростиною.
Танці із бартками перетворилися на культовий обряд під назвою «Аркан».

## Аналоги в інших народів
У сусідніх карпатських народів бартка має різні назви: «валашка» у чехів та словаків, «балта» у румунів, а також «бренкач», «келеф» (або «келеп»), «чекан». Словацька валашка (valaška) — довга (до 1 метра) — тонка, легка сокирка, що використовувалась в минулому словаками як зброя і як ціпок. Використовується зараз в народних танцях. Крім словаків подібні сокирки мали угорці (fokos, «фокош»).

## Різновиди
Опришкам були відомі кілька видів бойових топірців — барток, а також чекани та келепи. Келеп це дуже давня зброя, відома ще в глибоку старовину. Бартку опришки часто досить вправно також вживали не тільки як ударну зброю, але і як метальну. Гуцульські топірці часто використовувались під час бійок у корчмах, де збиралася молодь, тому хлопцям дозволяли лише дерев'яні бартки, аби уникнути каліцтв. Але в більшій мірі бартка слугувала ознакою одруженого чоловіка («ґазди»).
Держаки бартки були довгими, з ясена, їх прикрашали цікавою різьбою, сталеві леза відливали з візерунками. Топірці виготовляли різних розмірів і з різного матеріалу. Для дітей і юнаків аби не покалічити одне одного — робилися маленькі дерев'яні, для мисливців і господарів — довгі, що нагадували тростини-ціпки, вони чудово допомагали пересуватися гірськими схилами та переходити швидкоплинні річки. Бартка — була універсальною зброєю, що поєднувала в собі високу пробивну здатність (пробивала обладунок, товсту шкіру, черепні кості) з гарною досяжністю і невеликою вагою.

## Еволюція
У 16—17 ст. гуцули могли взяти за звичай носіння бартки як приклад панівного класу з їхніми келепами та чеканами, з якими ті ходили, як з ціпком.
Гуцули замість ціпка вживають топірець, у якого на верхньому кінці насаджена невелика, найчастіше мідна сокирка, прикрашена різьбленням.
У високогірних районах Карпат, у гуцулів та лемків, танці зі зброєю займали важливе місце в ініціації чоловічих і статево-вікових груп.

|  | Є у мене топір, топірець, кованая бляшка. Не боюся я нікого — ні німця, ні ляшка! |

### Козацькі аналоги
З-поміж інших видів холодної зброї виняток практичні козаки зробили лише для келепа, який належав до улюблених об'єктів козацької симпатії: говорили, що

| Козак ляшка здоганяє, келепом межи плечі наганяє... |
У козацькому війську під Берестечком у вигляді холодної зброї були чекани, келепи та бойові топірці. Розкопками під Берестечком було знайдено 13 екземплярів чеканів. Бойовий топірець був зроблений на зразок робочих сокир, мав провух, уміщений в обухові та держак. Лезо широке, похилене вниз, знизу півколисто вирізане. Топірці мали більші розміри.

### Наш час
З часом, в етнографічні часи, бартка перестала бути зброєю і перетворилась з сокири на просту, красиву, стилізовану сокирку-тростину, символ чоловіка, універсальний інструмент у горах. Сьогодні бартку мало хто з гуцулів використовує як зброю, більше як оберіг, декоративну прикрасу, символічний сакральний предмет у обрядах (напр. коляда) і танцях (аркан). Тому тепер мідні сокирки заміняють часто на дерев'яні з різними інкрустаціями.

## Побутові конфлікти, сусідські війни
За часів Польщі та Австро-Угорщини гуцулам було заборонено мати холодну зброю, в тому числі сталеві бартки. Вони були визнані як особливо небезпечні й заборонені законом разом із чеканами, клевцями в 1578, 1601 і 1620 роках, що тягнуло за собою важкі покарання за їх використання не під час війни. Проте це не зменшило їх популярності. Гуцули вийшли з тієї ситуації, почавши робити декоративні бартки з латуні, міді, срібла (хто багатший), що не заборонялося. Причому ці декоративні топірці дуже вдало використовувалися як зброя, в тому числі в масових бойовиськах село на село. Іншими словами, справжня гуцульська бартка, котра використовувалася як зброя, саме латунна, а не сталева.

## Згадки в літературі
Яскрава демонстрація вирішення побутових конфліктів у шинках є у повісті «Тіні забутих предків» М. М. Коцюбинського:
|  | …Бо, стрівшись раз у корчмі, Семен вдарив Юру в лице. — А ти, лайдаку якийсь, тобі що до Палагни, не маєш своєї жони? Тоді Іванові соромно стало. Він скочив до Юри: — Пазь своєї Гафії, а моєї не руш! — і затряс барткою в Юри перед лицем. — Ти купив її на торзі? — спалахнув Юра. Його бартка так само мигтіла перед очима в Івана. — Потеруха б тя стерла! — Опришку єден! — На, маєш. Іван тяв перший, просто в чоло. Але Юра, умиваючись кров'ю, встиг рубанути Івана між очі і об'юшив його аж до грудей. Посліпли обоє од хвилі гарячої крові, що заливала їм очі, а все ж кресали бартку об бартку, усе гатили один одному в груди. Вони танцювали смертельний танець, оті червоні маски, з яких парувала гаряча кров. Юра мав вже скалічену руку, але щасливим вдаром раптом зламав надвоє Іванову бартку. Іван зігнувся, чекаючи смерті, та Юра вгамував свою лють на бігу і гарним, величним рухом одкинув набік свій топірець. — На безоружного з бартков не йду!.. Тоді вони взялись за барки. Їх ледве розборонили… |

## Сакрально-декоративна функція
Бартку використовував і очільник опришків — Олекса Довбуш. Досі існує повір'я про так-званий «топірець Довбуша» заритий десь глибоко в Карпатах. Той, хто його дістане — отримає довбушівську силу і покровительство опришків. Вступ до ватаги опришків теж відбувався на топірцях, який завершувався словами:
| «А коли б я не дотримав присяги — хай мене не мине цей топір і ця опришківська зброя на землі і під землею…» |